# Karwinskia orbiculata
Karwinskia orbiculata är en brakvedsväxtart som först beskrevs av Britt. och Wils., och fick sitt nu gällande namn av Ignatz Urban. Karwinskia orbiculata ingår i släktet Karwinskia och familjen brakvedsväxter. Inga underarter finns listade i Catalogue of Life.